# Макбрайд, Артур Б.
Артур Б. «Микки» Макбрайд (англ. Arthur B. "Mickey" McBride; 20 марта 1888, Чикаго, Иллинойс, США — 10 ноября 1972, Кливленд, Огайо, США) — американский предприниматель, больше всего известный как основатель профессиональной команды по американскому футболу «Кливленд Браунс», игравшей во Всеамериканской футбольной конференции (AAFC) и Национальной футбольной лиге. Макбрайд был владельцем «Браунс» с 1944 по 1953 год, за это время команда каждый год выходила в финал, 4 раза становилась чемпионом AAFC и один раз чемпионом НФЛ, что является самым успешным периодом для любой спортивной команды Кливленда в современной истории города.
Макбрайд также был застройщиком и инвестором в Кливленде, Чикаго и Флориде. Ему принадлежали компании такси в Кливленде и новостная служба, которая продавала информацию о скачках букмекерам. Макбрайд имел тесные связи с деятелями организованной преступности, в первую очередь Кливленда, но никогда не арестовывался и не был осуждён.

## Бизнес-карьера
Макбрайд родился в Чикаго, с шести лет работал газетчиком. Став взрослым, работал на газетного магната Уильяма Рэндольфа Херста в Лос-Анджелесе, Сан-Франциско, Бостоне и Чикаго. В 1913 году, в возрасте двадцати пяти лет, переехал в Кливленд, где стал менеджером по распространению местной газеты Cleveland News. В те времена когда борьба за тиражи часто была жестокой. «Это означало выбирать сильных молодых людей, которым было удобно сражаться кулаками, дубинками, ножами, цепями и, когда они могли их получить, пистолетами», — писал Тед Шварц. «Они были бизнес-эквивалентом уличной банды, и зарплата Макбрайда зависела от того, насколько хорошо он организовал своих газетчиков, чтобы не уступить свои углы одному или нескольким жестоким соперникам». В то время он зарабатывал около 10 000 долларов в год.
Сколотив состояние на газетах и купив несколько многоквартирных домов в пригороде Кливленда Лейквуде, Макбрайд в 1930 году занялся собственным бизнесом. В 1931 году он купил контрольный пакет акций таксомоторной компании Cleveland's Zone Cab Company, которую позже объединил с Yellow Cab Co., образовав крупнейшего в городе оператора такси. У него также был компании такси в Акроне и Кантоне, двух городах к юго-востоку от Кливленда. По мере того как его бизнес такси процветал, Макбрайд инвестировал в недвижимость в Кливленде, Чикаго и Флориде. В конце 1930-х годов он использовал свои связи в газетах, чтобы запустить новостную службу, которая по телеграфу рассылала букмекерам результатами скачек. Это привело его к контактам с деятелями организованной преступности, которые стояли за букмекерами. Макбрайд также инвестировал в Continental Press и Empire News, базирующиеся в Кливленде и управляемые мафиози Моррисом «Маши» Векслером и Сэмом «Геймбой» Миллером. Джеймс Раген, ещё один друг и партнер Макбрайда по новостному бизнесу, был убит в 1946 году в результате междоусобной войны в Чикаго. Федеральное большое жюри в 1940 году предъявило обвинение 18 людям, включая Макбрайда и Векслера, в предоставлении информации, используемой в азартных играх. Обвинения были основаны на федеральных законах, запрещающих передачу результатов лотереи между штатами; прокуратура рассматривала результаты скачек как лотерейные списки. Однако Макбрайда никогда не арестовывали и не судили за его бизнес.
В 1943 году 24 кливлендских мафиози были обвинены в проведении подпольных лотерей. Хотя обвинительные заключения были секретными, большинство из этих лиц тайно бежали из Кливленда на борту яхты Артура Макбрайда Wood Duck и перебрались во Флориду. 3 июня 1944 года тогдашний глава кливлендской мафии Альфред Полицци выкупил у Макбрайда Wood Duck за 5000 долларов (100 000 долларов в ценах 2021 года).
Во второй половине 1940-х годов Артур Макбрайд занялся девелопментом на юге Флориды, где его партнёрами стали Полицци, уже ушедший на покой, и бизнесмен Форрест Томпсон. Втроём они активно застраивали Корал-Гейблс (округ Майами-Дейд) и окрестности. Полицци и Макбрайд часто как частные лица инвестировали в строительные проекты, получая значительную прибыль. В 1948 году они основали девелоперскую компанию H.&I. Holdings, передав ей часть своей собственности в качестве первоначальных инвестиций. Примерно в 1949 или 1950 году Полицци и Макбрайд купили бывшее поле для гольфа в Корал-Гейблс и построили там дома. Стоимость сделки составила не менее 102 000 долларов (1,15 млн долларов в ценах 2021 года).

## Кливленд Браунс
Макбрайд был фанатом бокса и бейсбола, но мало знал об американском футболе. Он заинтересовался этим видом спорта только в 1940 году, когда его сын Артур-младший поступил в Университете Нотр-Дам и Макбрайд-старший стал посещать матчи студенческой футбольной команды Notre Dame Fighting Irish Team в Саут-Бенде (штат Индиана). Его привлёк ажиотаж, сопровождавший студенческий футбол, и он подумал, что профессиональная команда может быть прибыльной. В 1942 году Макбрайд предложил Дэну Ривзу, наследнику сети супермаркетов, продать его команду «Кливленд Рэмс», выступавшую в Национальной футбольной лиге, но Ривз отказался. В 1944 году спортивный редактор Chicago Tribune Арч Уорд предложил создать новую профессиональную лигу под названием Всеамериканская футбольная конференция. Макбрайд, знавший Уорда ещё со времен его работы в газетном бизнесе, с готовностью присоединился к новой лиге, состоящей из восьми команд.
Макбрайд сначала нацелился на Фрэнка Лихи из Нотр-Дама, договорившись, что тот станет главным тренером и генеральным менеджером новой профессиональной команды. Однако вмешался президент Нотр-Дама, не желавший терять Лихи, и Макбрайд отступил. Тогда он обратился за советом к спортивному обозревателю The Plain Dealer Джону Дитриху. Тот предложил нанять Пола Брауна, под руководством которого университетская команда «Огайо Стейт Бакейз» завоевала свой первый национальный титул. В 1944 году Браун служил в ВМС США и тренировал команду «Грейт Лейкс Блю Джекетс». Не будучи знатоком футбола, Макбрайд никогда не слышал о Брауне, и именно Уорд от его имени посетил тренера и спросил его, не хочет ли он тренировать новую команду.. Позже Макбрайд сам встретился с Брауном и предложил ему 17 500 долларов в год (что превышало зарплату любого футбольного тренера на любом уровне) и долю собственности в команде. Он также предложил Брауну стипендию на оставшееся время службы в армии. Браун принял предложение, заявив, что «не мог отказаться от этой сделки из соображений справедливости по отношению к моей семье».
Макбрайд не жалел средств на продвижение команды и предоставил Брауну полный контроль над набором игроков. Браун подписал контракты с будущими звёздами, включая тэкла и плейкикера Лу Грозу, ресивера Данте Лавелли и квотербека Отто Грэма, которые получали 7500 долларов в год и ежемесячную стипендию в размере 250 долларов до конца Второй мировой войны. Затем в мае 1945 года Макбрайд провел конкурс на название команды; самым популярным выбором было «Кливленд Пантерз», но Браун отверг его, потому что футбольная команда с таким названием уже существовала, сыграв всего один провальный сезон в 1926 году. По другой версии, сам Макбрайд отказался платить владельцу оригинальных «Пантерс» за права на использование имени. В августе Макбрайд уступил требованию публики и окрестил команду «Браунс», несмотря на возражения самого Пола Брауна.
Когда команда готовилась к своему первому сезону в 1946 году, Макбрайд отошёл в сторону и не вмешивался в работу Брауна. «Браунс» сразу же добились успеха как в финансовом плане, так и на поле. Уже первая предсезонная игра на Akron Rubber Bowl собрала полный стадион (35 964 зрителя), а их первую игру в Кливленде против «Майами Сихокс» посетило 60 135 человек, что стало рекордом тогдашнего американского футбола.. Команда лидировала по посещаемости среди всех футбольных команд в 1946 и 1947 годах. «Браунс» выиграли все четыре чемпионаты AAFC в период с 1946 по 1949 год. Макбрайд предлагал сыграть с чемпионом Национальной футбольной лиги «Филадельфия Иглз» 1948 и 1949 годов, но НФЛ отвергла эту идею. Он также сыграл важную роль в мирных переговорах между AAFC и НФЛ после того, как конкуренция за таланты привела к росту зарплат игроков и снижению прибыли владельцев. После сезона 1949 года AAFC распалась, и три её команды, включая «Браунс», присоединились к НФЛ.
В первые годы существования «Браунс» Пол Браун хотел оставить в резерве ряд многообещающих игроков, которые не вошли в официальный состав команды. Макбрайд согласился с этим, включив резервистов в платёжную ведомость в качестве водителей такси, хотя никого из них не просили водить такси. Эта группа стала известна как «отряд такси» — термин, который до сих пор используется для описания игроков, которых держат под рукой, чтобы заменить травмированных членов команды. «Отряд такси» был лишь одним из способов поддержки Макбрайдом начинаний Брауна. Владение командой он рассматривал прежде всего как гражданский долг — как подарок городу. «Кливленд был добр ко мне», — сказал он в интервью 1947 года. «Я заработал здесь много денег. Если бы я искал способ быстро разбогатеть, последнее, что я сделал бы, — это купил профессиональный футбольный клуб. Это рискованное дело. Слишком многое зависит от идеальной погоды».
«Браунс» продолжали добиваться успеха и после вступления в НФЛ в 1950 году, выиграв чемпионат в том же году и выйды в финал в 1951 и 1952 годах. В январе 1951 года Макбрайд свидетельствовал на слушаниях по национальному телевидению перед комитетом Кефовера, где его допрашивали о его участии в Continental Press и предполагаемых связях с организованной преступностью и незаконными азартными играми. Выяснилось, что Макбрайд сотрудничал с капитаном полиции Кливленда Джоном Флемингом в сделках с недвижимостью, и до 1941 года Флеминг работал в Yellow Cab Co. Макбрайд отрицал связи с мафией, утверждал, что никогда не нарушал закон и никогда не обвинялся в совершении какого-либо преступления. Позже Конгресс принял закон, запрещающий такие телеграфные услуги.
Летом перед сезоном 1953 года Макбрайд продал «Браунс» за 600 000 долларов, что более чем в два раза превышает самую большую сумму, когда-либо выплачивавшуюся за профессиональную футбольную команду. Помимо Макбрайда среди акционеров команды были его сын Эдвард, а также миноритарные владельцы, в том числе партнёр по бизнесу такси Дэн Шерби, тренер Пол Браун и ещё четыре человека. Покупателями была группа кливлендских бизнесменов, в которую входили Дэвид Р. Джонс, бывший директор бейсбольной команды «Кливленд Индианс», Эллис Райан, бывший президент «Кливленд Индианс», Гомер Маршман, поверенный, основавший «Кливленд Рэмс», Сол Зильберман, владелец ипподрома Тистлдаун, и Ральф ДеЧайро, соратник Зильбермана. Хотя Макбрайд никогда этого не говорил, слушания комитета Кефовера и растущее в обществе убеждённость в его связях с мафией, возможно, сыграли роль в решении уйти из футбола. Макбрайд сказал, что он просто «увлёкся» футболом и хочет сосредоточиться на других видах деятельности. «Ну, в конце концов, я вышел чистым», — сказал он. «Учитывая то, что случилось с некоторыми другими ребятами, которые начали вместе со мной старую Всеамериканскую конференцию, это не так уж плохо. Я ничего не заработал, но и ничего не потерял, кроме, может быть, нескольких тысяч долларов»
Пребывание Макбрайда в качестве владельца оценивается положительно, отчасти из-за успехов «Браунс» на поле, но также и потому, что он предоставил Полу Брауну полную свободу действий в наборе игроков и в работе с командой. Одним из первых действий новой группы владельцев было заявление, что Браун сохранит полный контроль над футбольной командой.

## Последние годы жизни и смерть
Продав «Браунс» Макбрайд продолжал руководить своим бизнесом такси и недвижимости, но держался подальше от глаз общественности. Он умер от сердечного приступа в Cleveland Clinic и был похоронен на Кливлендском кладбище Святого Креста. Он был женат на Мэри Джейн Кейн. У них было трое детей: Артур Б.-младший, Эдвард и Джейн.